# 분서왕
분서왕(汾西王, ? ~304년, 재위:298년 ~ 304년)은 백제의 제10대 국왕이다. 책계왕의 장자로 외모가 준수하여 왕위에 올랐다.

## 생애
제9대 책계왕의 맏아들이다. 한군현(漢郡縣)과의 전투에서 패배하면서 부왕이 사망하자, 어려서부터 의표(儀表)가 준수했던 분서가 왕위를 계승하였다. 분서왕은 한군현 세력에 대하여 강경책을 폈던 것으로 보인다. 그러나 304년 낙랑군의 서쪽 현을 공격했을 때 낙랑군 태수가 보낸 정예군에 의해 피살되었다. 고이왕의 손자인 분서왕이 피살된 뒤 고이왕계가 몰락하고 초고왕계가 다시 권력을 장악하게 되었다.

## 가계
- 부왕 : 책계
- 모후 : 보과부인(寶菓夫人) - 대방군(帶方郡) 태수(太守)의 딸
  - 왕비 : ?
    - 아들 : 계
    - 며느리 : ?

## 같이 보기
- 기림 이사금 (298년 - 310년)
- 봉상왕 (292년 - 300년)
- 미천왕 (300년 - 331년)
- 거질미왕 (291년~346년)
- 오진 천황 (270년~310년)

| 전 대 책계왕 | 제10대 백제 국왕 298년 - 304년 | 후 대 비류왕 |